# Tir sportiv
Tirul sportiv este un sport individual care constă în tragerea cu cea mai mare precizie la țintă fixă sau țintă în mișcare, folosind diferite arme de foc și din diferite poziții. S-a practicat de sute de ani în Occident. Primele cluburi de tir sportiv au fost înființate în secolul al XIX-lea, Societatea elvețiană a carabinierilor fiind fondată în 1824. A fost inclus ca sport olimpic cu probe pentru bărbați la prima ediție a Jocurilor moderne, la Atena, în 1896, iar probele pentru femei au fost adăugate la Jocurile Olimpice de vară din Los Angeles, în 1984. În prezent există 15 probe de tir la Jocurile Olimpice, împărțite în trei discipline: pușcă, pistol și talere.
Cel mai înalt for al sportului este Federația Internațională de Tir Sportiv (International Shooting Sport Federation, prescurtat ISSF).
În România, istoria tirului sportiv începe în anul 1831 când s-a constituit Asociația Cetățenescă de Tir din Municipiul Arad. 
La 7 februarie 1934 se înființează "Federația Română de Tir” (F.R.T.), urmând ca doi ani mai târziu, F.R.T. să se afilieze „Uniunii Internaționale de Tir” (U.I.T.).
În anul 1999 „Federația Română de Tir” își schimbă numele în denumirea actuală de „Federația Română de Tir Sportiv” (F.R.T.S.).

## Discipline olimpice

### Pușcă și pistol
La pușcă și la pistol, trăgătorii trag într-un poligon de tir. În funcție de probă, ei sunt în poziția culcat, în genunchi sau în picioare; distanța spre țintă este de 10, 25 sau 50 m. Armele folosite sunt pistol liber, pistol cu aer comprimat, pistol viteză, pușcă și pușcă cu aer comprimat.

### Talere

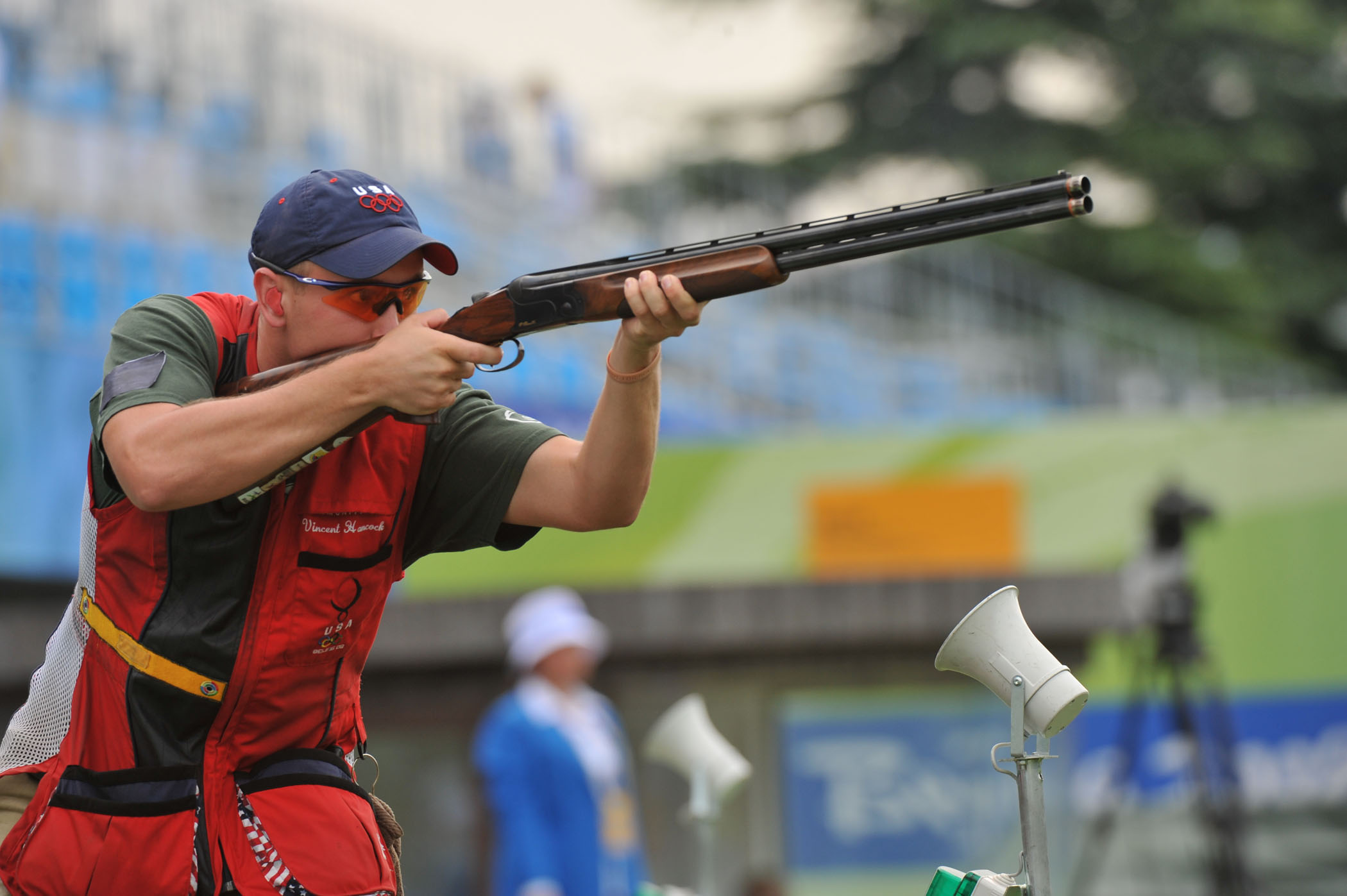
Vincent Hancock la skeet la Beijing 2008

Talerele includ trei discipline de tir la zbor, unde se trage cu o pușcă cu alice. Obiectivul în fiecare caz este de a lovi un taler (disc de argilă) cu un diametru de 11 cm și o greutate de 100-110 g, aruncat în aer de o mașină (trap) la o viteză de peste 80 km/h. Talerul este considerat lovit atunci când o bucată de argilă este văzută căzând din aer.
În probele de trap (simplu și dublu) sunt 15 mașini instalate într-o așa-numită „groapă”, în fața trăgătorului. Standul este compus din cinci posturi de tragere, ocupate de șase concurenți prin rotație în cursul unei manșe. Talerele sunt aruncate în unghiuri și viteze necunoscute de trăgător, care are două cartușe pentru fiecare taler. Trap-ul dublu este o disciplină mai recentă, introdusă în programul olimpic în 1996. Diferența cea mai notabilă este că două talere sunt aruncate simultan. În ambele cazuri, pușca este epolată înainte de aruncarea talerului.
În proba de skeet, două mașini pe fiecare parte a trăgătorului aruncă fiecare un taler, cele două talere intersectându-se în fața trăgătorului. Standul este compus din opt posturi de tragere instalate în formă de arc de cerc, cu postul nr. 8 în centrul arcului. Talerele sunt aruncate într-un unghi cunoscut de trăgător, care are un singur cartuș pentru fiecare taler. Pușca este ținută la șold înainte de aruncarea talerului. 
În ambele probe, femeile trag în 75 de talere în calificări, în timp ce bărbații trag în 125 de talere; în finală, atât femeile, cât si bărbații, trag în 15 talere. La trap dublu (doar pentru bărbați) sunt 150 de talere în calificări și 15 talere duble în finală.

## Legături externe
Materiale media legate de Tir sportiv la Wikimedia Commons
- en  issf-sports.org, site-ul Federației Internaționale de Tir Sportiv